# موری مک‌آرتور
موری مک‌آرتور (انگلیسی: Murray McArthur؛ زادهٔ ۴ مهٔ ۱۹۶۶) بازیگر اهل بریتانیا است. وی دانش‌آموختۀ دانشگاه لافبورو و عضو گروه تئاتر جوانان شهرستان دوون بود.
از فیلم‌ها یا مجموعه‌های تلویزیونی که وی در آن‌ها نقش داشته‌است، می‌توان به هاردهوم، در جستجوی ناکجاآباد، مراقبت از مامان، ساقدوش، آخرین لژیون، ایست‌اندرز، آکویلا، بازرس فویل، قانون مورفی، جان آدامز و دکتر هو اشاره نمود.